# Àlber de fulles polimorfes
L'Àlber de fulles polimorfes,Populus heterophylla, és un pollancre gros caducifoli que pertany a la Populus section Leucoides. Es troba en zones pantanoses, i arriba a fer 100 peus (30 m) d'alt. És similar al Populus deltoides excepte per les fulles en forma de cor.
És una planta nativa d'Amèrica del Nord.